# Емануил Дзидзикакис
Емануил Дзидзикакис (на гръцки: Εμμανουήλ Τζιτζικάκης) е гръцки андартски капитан, деец на гръцката въоръжена пропаганда в Македония.

## Биография
Дзидзикакис е роден в град Ретимно на остров Крит. Присъединява се към гръцката пропаганда като четник в четата на Георгиос Воланис. В сражението при Сребрено е заловен и затворен в Битоля. Амнистиран е след Младотурската революция в 1908 година. Взима участие в така наречената Епирска борба.